# اوون ویلیامز
اوون ویلیامز (به انگلیسی: Owen Williams) (زادهٔ ۲۳ سپتامبر ۱۸۹۶ - درگذشته ۱۹۶۰) بازیکن فوتبال اهل انگلستان که سابقهٔ بازی در تیم ملی فوتبال انگلستان را در کارنامهٔ خود دارد. وی در تاریخ ۲۱ اکتبر ۱۹۲۲ نخستین بازی ملی خود را در مقابل تیم ملی فوتبال ایرلند شمالی انجام داد و با حضور در ۲ بازی ملی، در تاریخ ۵ مارس ۱۹۲۳ واپسین بازی ملی‌اش را در برابر تیم ملی فوتبال ولز برگزار کرد.